# Kafr Qara
Kafr Qara ou Kafr Qari est une ville arabe israélienne située à 34 kilomètres au sud-est de Haïfa. En 2006, sa population était de 14 800 habitants.
Kafr Qara, gouvernée par un conseil local, fait partie du Triangle. Elle se situe dans la région de Wadi Ara, au nord-ouest de la Ligne verte. La plupart de ses habitants sont musulmans. Une partie de la ville fut expropriée par l’armée israélienne pour l’utiliser militairement ainsi que par les autorités locales afin d'en permettre un usage public. Kafr Qara est l’une des villes les plus riches du Triangle.

## Éducation
Une association locale de parents fonda, en septembre 2003, une école élémentaire bilingue et multiculturelle. Le lycée de Kafr Qara, fondé en 1970 en tant que lycée professionnel, est maintenant un lycée général pour les élèves de 15 à 18 ans de Kafr Qara et des environs. Il a participé au projet multiculturel Jitli et offre un programme commun pour les adolescents arabes et juifs.

## Résidents célèbres
- Nawaf Massalha, premier musulman membre du Cabinet d'Israël
- Jamal Zahalka, leader du parti politique Balad, membre de la Knesset